# Everest (Parijs)
Everest is een historisch Frans merk motorfietsen. Ze waren gevestigd in Parijs. In de jaren twintig maakten zij 350 cc tweetakt-motorfietsen. In 1926 werd het bedrijf overgenomen door Dresch.